# Tamagotchi - The Movie: Persi nello spazio!
Tamagotchi - The Movie: Persi nello spazio! (えいがでとーじょー! たまごっち ドキドキ! うちゅーのまいごっち!??, Eiga de tōjō! Tamagotchi dokidoki! Uchū no maigotchi!?, lett. "Apparsi in un film! Tamagotchi - palpito! - persi nello spazio!?") è un film d'animazione del 2007 diretto da Jōji Shimura.
La pellicola è stata prodotta dallo studio Toho.
È il primo film sui Tamagotchi uscito nei cinema giapponesi il 15 dicembre 2007 e in DVD in Giappone il 23 luglio 2008, mentre in inglese è uscito il 1º giugno 2009, esclusivamente per l'home video. Nello stesso anno, esce il doppiaggio italiano edito da Dynit Kids, anche questo solo per l'home video. Il film è stato trasmesso su Ka-Boom il 25 dicembre 2013. 

## Trama
Sul pianeta Tamagotchi, Mametchi ha appena finito di costruire la sua nuova macchina per il teletrasporto; nello stesso tempo sulla Terra, una ragazzina di dieci anni di nome Tanpopo è appena uscita di casa per portare una borsa a sua madre in ospedale. Sia Tanpopo che Mametchi stanno per avere un fratellino/sorellina, ed entrambi si chiedo se saranno all'altezza delle loro responsabilità.
Dopo, Memetchi e Kuchipatchi giungono a casa di Mametchi, appena in tempo per vedere Mametchi provare la sua nuova macchina per il teletrasporto. A causa di un guasto improvviso, la macchina cambia direzione, arriva sulla Terra, colpisce Tanpopo, trasportandola sul Pianeta Tamagotchi.
Tanpopo è stupefatta di vedere i suoi Tamagotchi in carne e ossa, ma presto si rende conto di non poter tornare sulla Terra. Fortunatamente, Papamametchi le promette che costruirà un razzo per spedire Tanpopo sulla terra.
Durante il tempo di costruzione del razzo, Tanpopo con Mametchi e Kuchipatchi, visitano Tamatown, dove tutti si stanno preparando per il compleanno del Re Gotchi. Durante una lezione di scienze del Professor Flask (chiamato erroneamente Frasko nella versione italiana per una translitterazione sbagliata del nome originale: Furasuko è la translitterazione katakana di Flask) Mametchi non si sente a suo agio a causa dell'oscurità che avvolge la classe. Poi a causa di un incidente, Mametchi si sentirà male: da piccolo è caduto in un tombino, ma nessuno lo sentiva, da allora ha una tremenda paura del buio. Mametchi ha provato di tutto per superare la sua paura, ma senza successo, quindi si mise a fare vari esperimenti per portare un nuovo Tayoutchi (Soletchi nel doppiaggio italiano).
Successivamente, i genitori di Mametchi escono per una commissione. Tanpopo non chiude bene la ringhiera della culla per cui l'uovo, la futura sorella di Mametchi, va a finire in città. Mametchi e Tanpopo tentano di recuperarlo ma s'incastra in mezzo a dei palloncini in cima ad un palazzo. La vicenda attira l'attenzione dei giornalisti per cui va linea diretta sul tg. Mametchi sale in cima al palazzo, riesce a prendere l'uovo, ma sfortunatamente cade. Tanpopo lo afferra, ma entrambi cadono. Successivamente, Memetchi tenta di salvare Tanpopo e Mametchi con lo spago dello yoyo di quest'ultimo, ma tutti e tre cadono.
A Kuromametchi viene l'idea di usare Kuchipatchi come tappeto elastico: così risolve la situazione, e i tre con l'uovo sono sani e salvi. Al ritorno dei genitori di Mametchi, il padre dice che hanno avuto un grande senso di responsabilità, e consegna a Tanpopo una chiave che le permetterà di tornare sulla terra nello stesso momento in cui è stata prelevata dalla macchina del teletrasporto. L'uovo si schiude e nasce la piccola Chamametchi. Da quel momento Mametchi s'impegna al massimo per risolvere la sua paura del buio. Chamametchi si evolve e nella stanza di Mametchi si sente un'esplosione. Mametchi è riuscito a creare Mametayoutchi. (Mamesoletchi nel doppiaggio italiano).
La mattina seguente, Mametchi, Tanpopo, Memetchi e Kuchipatchi si dirigono verso la scuola, ma c'è qualcosa che non va: è ancora tutto buio, Tayoutchi non è sorto. Chamametchi ha inseguito suo fratello perché vuole andare a scuola con lui, ma Mametchi gli spiega che è troppo piccola, ma poi cede, e le permette di accompagnarli. Gli studenti sono fuori dal cortile della scuola e stanno preparando i carri e i costumi per la parata del compleanno del Re Gotchi.
Improvvisamente si sentono diverse "scosse" di terremoto: in realtà è il Pianeta Tamagotchi che starnutisce.
Mentre Mamamametchi, Chamametchi e Tanpopo guardano il tg, Mamamametchi dice a Tanpopo che il razzo per portarla a casa è pronto e gli consegna il manuale di pilotaggio. Mametchi, insieme a Tanpopo, corre al Laboratorio Mame Mame. Papamametchi insieme ad altri scienziati del Laboratorio cercano di scoprire il motivo delle scosse e della scomparsa di Tayoutchi.
Mimizu (Lombritchi nel doppiaggio italiano) entra nel laboratorio volando su una foglia e spiega che la mancanza di Tayoutchi è provocata dalla nuova creazione di Mametchi: Mametayoutchi. In quel momento Mametchi si trovava dietro la porta, per cui sentì tutto e si sentì in colpa. Tanpopo e Mametchi tornarono a casa e lui si mise a piangere a letto. Tanpopo tentò di consolarlo, ma senza risultati. Mametchi successivamente cerca di uscire di casa di nascosto, ma Chamametchi lo vede. Mametchi si avviò verso il razzo per tentare di farlo partire: successivamente arrivano Tanpopo, Kuchipatchi e Memetchi; Tanpopo aveva il manuale delle istruzioni. Il razzo stava per partire ma accadde un imprevisto: l'arrivo di Chamametchi. Tanpopo decide di tenerla con lei e il razzo parte. Mametchi chiede a Chamametchi se aveva chiesto il permesso ai suoi genitori, ma Chamametchi domanda se l'aveva chiesto anche lui il permesso: Mametchi rispose di no, e si sentirono entrambi in imbarazzo.

## Colonna sonora
La canzone iniziale e finale sono cantate dalla band Kigurumi.
Opening
- Tamagotchi

Ending
- Chiisana hoshi no youni

Della opening esiste anche una versione francese.
Questo film è ancora inedito in francese ma la opening di quest'ultimo è stata usata nell'edizione francese del sequel Eiga! Tamagotchi - Uchū ichi happy na monogatari!?, uscito nei cinema francesi nel febbraio 2010.

## Distribuzione
Il film uscì nei cinema giapponesi il 15 dicembre 2007.
Il film uscì nei paesi anglofonici il 1º giugno 2009 esclusivamente per l'home video. L'anno di uscita italiana è ignoto, si presume tra il 2009 e il 2011, anche in Italia il film è uscito solo per l'home video. È uscito nei cinema di Taiwan e Hong Kong nell'estate 2010.

### Edizione italiana
Il film è edito in Italia da D-Kids, parte della Dynit che distribuisce e doppia film e anime di genere kodomo.

## Accoglienza

### Incassi
Il film si piazzò al terzo posto tra i film più visti nella prima settimana con circa 1 117 182 dollari incassati, battendo altri film d'animazione usciti nella stessa settimana come Surf's Up - I re delle onde (sesto posto) e I Simpson - Il film (sedicesimo posto). Dopo il periodo festivo incassò circa 6 000 000 dollari.
Il film uscì in DVD in Giappone il 23 luglio 2008.
Il film ha incassato un totale di 7 000 000 di dollari.

## Sequel
Il film ha avuto un sequel intitolato Eiga! Tamagotchi - Uchū ichi happy na monogatari!?, uscito nel periodo natalizio del 2008.